# Стеногастрины
Стеногастрины (лат. Stenogastrinae) — подсемейство в составе общественных ос (Vespidae). От других веспид отличаются тем, что эти осы потеряли способность к продольному складыванию крыльев и складывают свои крылья за спиной (как это делают пчёлы).

## Биология
Стеногастрины имеют весьма примитивную социальную организацию. У одних видов (с т. н. «субсоциальным» поведением) среди первого поколения ос, выращенных самкой, часть ос разлетается для основания новых гнёзд. У других, с более продвинутым (примитивным эусоциальным) поведением выращенные основательницей осы остаются в гнезде и помогают самке в выращивании потомства. Однако в случае гибели «царицы» одна из рабочих ос замещает её и становится после спаривания яйцекладущей. Такое невозможно у высокоразвитых веспид, например, веспин.
Поведение и биология стеногастрин представляют весьма большой интерес для энтомологов, изучающих возникновение социальности у общественных насекомых, как живые примеры, иллюстрирующие все этапы эволюции социального поведения у общественных ос.

## Систематика
В настоящий момент подсемейство Stenogastrinae насчитывает 7 родов и 72 вида. В 1852 году швейцарский энтомолог Анри де Соссюр включил род Ischnogaster (младший синоним рода Stenogaster) в состав веспин. В 1897 году британский энтомолог Чарлз Томас Бингем включил Ischnogaster в состав Vespidae. В 1902 году биолог A.M. Ashmead установил подсемейство Ischnogasterinae, которое включил в Eumenidae. В 1918 году американский натуралист Джозеф Чарльз Бекуэрт был первым, кто использовал название Stenogastrinae. С 1902 по 1962 годы шли дискуссии о том как много подсемейств принадлежат к семейству Vespidae, но Stenogastrinae всегда трактовались в статусе подсемейства. Stenogastrinae рассматриваются в качестве сестринской группы ко всем остальным Vespidae. Время дивергенции Stenogastrinae от общего ствола Vespidae оценивается примерно в ~166 млн лет.

## Распространение
Практически все стеногастрины распространены в тропических районах Юго-Восточной Азии: Восточной Индии, Индокитае, островах Индонезии.